# Vidović
Vidović je priimek več oseb:
- Domagoj Vidović (*1979), hrvaški jezikoslovec
- Lazo Vidović, bosansko-srbski general JLA
- Marija Vidović, narodna herojka
- Marija Vidović (*1982), hrvaška pevka
- Nataša Vidović Valentinčič, slovenska oftalmologinja
- Nikola Vidović, krajiški general JLA
- Nikola Vidović (športnik)
- Žarko Vidović, bosansko-srbski general JLA
- Žarko Vidović (1921-2016), srbski zgodovinar